# Let It Grow
"Let It Grow" is een nummer van de Britse zanger en gitarist Eric Clapton. Het nummer kwam niet uit als single, maar verscheen als de achtste track op zijn album 461 Ocean Boulevard uit 1974.

## Achtergrond
"Let It Grow" is geschreven door Clapton en geproduceerd door Tom Dowd. Het nummer kan worden gezien als vervolg op "Keep On Growing" van Claptons voormalige band Derek & the Dominos, waarin hij zong over het vinden van vruchtbare grond om liefde op te bouwen. In dit solonummer gebruikt hij opnieuw een tuin als metafoor voor liefde.
Clapton bespeelt een Dobrogitaar op "Let It Grow". Tevens is Yvonne Elliman te horen als achtergrondzangeres. In 2007 schreef Clapton in zijn autobiografie My Life dat hij erg tevreden was met de teksten en de instrumentale delen van het nummer. Volgens sommige critici toont het nummer echter veel gelijkenissen met "Stairway to Heaven" van Led Zeppelin.
Hoewel "Let It Grow" nooit als single uitkwam, verscheen het in 1974 wel als B-kant van "Willie and the Hand Jive" in Frankrijk en in 1977 als B-kant van "I Shot the Sheriff" in de Verenigde Staten en Frankrijk. Daarnaast is het gecoverd door onder meer Clout, die in Nieuw-Zeeland tot plaats 33 in de hitlijsten kwamen met hun versie, en door Herman van Veen op zijn album You Take My Breath Away uit 1992, waarop hij alleen nummers van bekende artiesten covert.

## NPO Radio 2 Top 2000
| Nummer met noteringen in de NPO Radio 2 Top 2000 | '99 | '00 | '01 | '02 | '03 | '04 | '05 | '06 | '07 | '08 | '09  | '10  | '11  | '12  | '13  | '14  | '15  |
| ------------------------------------------------ | --- | --- | --- | --- | --- | --- | --- | --- | --- | --- | ---- | ---- | ---- | ---- | ---- | ---- | ---- |
| Let It Grow                                      | 897 | 959 | 592 | 784 | 793 | 822 | 845 | 834 | 935 | 813 | 1076 | 1038 | 1270 | 1256 | 1309 | 1334 | 1613 |

1. ↑  Een vetgedrukt getal geeft de hoogste notering aan.
2. ↑  Deze tabel is bijgewerkt tot en met de laatste editie (2024).